# Cambarus strigosus
Cambarus strigosus là một loài tôm hùm đất trong họ Cambaridae. Chúng thường được tìm thấy ở Bắc Mỹ.